# Anania verbascalis
Espèce
Le Botys du bouillon-blanc (Anania verbascalis) est une espèce de lépidoptères de la famille des Crambidae.

## Description et écologie
Envergure des ailes : de  22 à 26 mm. L'imago vole de mai à aout selon la localisation

La chenille se nourrit sur Teucrium scorodonia, Verbascum thapsus (le bouillon-blanc), Scrophularia.

## Distribution
Europe.

## Synonymie
- Pyralis verbascalis Denis & Schiffermüller, 1775 - protonyme